# Великогуляківська сільська рада
| Великогуляківська сільська рада — колишній орган місцевого самоврядування у Фастівському районі Київської області з адміністративним центром у с. Великі Гуляки. Сільській раді були підпорядковані населені пункти: - с. Великі Гуляки - с. Василівка - с. Федорівка |

## Склад ради
Рада складалася з 12 депутатів та голови.

### Керівний склад ради
| ПІБ                    | Основні відомості                                                 | Дата обрання | Дата звільнення |
| ---------------------- | ----------------------------------------------------------------- | ------------ | --------------- |
| Куріленко Олена Яківна | Сільський голова, 1962 року народження, освіта                    | 26.03.2006   | 31.10.2010      |
| Куріленко Олена Яківна | Сільський голова, 1958 року народження, освіта середня спеціальна | 31.10.2010   |                 |

Примітка: таблиця складена за даними джерела